# Françoise Bettencourt Meyers
Pour les articles homonymes, voir Famille Bettencourt Meyers, Bettencourt et Meyers.
Françoise Bettencourt Meyers, née le 10 juillet 1953 à Neuilly-sur-Seine, est une femme d'affaires, écrivaine et milliardaire française.
Héritière de Liliane Bettencourt, elle est membre du comité de direction de la multinationale L'Oréal. Elle est aussi l'auteure de plusieurs ouvrages sur la Bible et les relations entre judaïsme et christianisme. 
Selon l'agence de presse Bloomberg ou le journal Les Échos, entre autres, elle devient en décembre 2023 la première femme au monde à la tête d'une fortune de plus de 100 milliards de dollars,, assise sur un empire économique (capitalisation) de 241 milliards d'euros,. Sa fortune est estimée en 2025 à 73,8 milliards d'euros 
De 2007 à 2010, un conflit judiciaire l'oppose à l'écrivain-photographe François-Marie Banier, qui a reçu de sa mère des cadeaux pour près d'un milliard d'euros. C'est l'affaire Banier-Bettencourt, dans laquelle elle joue un rôle important, qui lui attire une notoriété nationale à partir de 2007 et qui reste forte en 2023 après le succès sur Netflix du documentaire L'affaire Bettencourt: scandale autour de la femme la plus riche du monde. 

## Biographie

### Enfance, famille et activités
Françoise Bettencourt est née le 10 juillet 1953 à Neuilly-sur-Seine dans une famille de la grande bourgeoisie française. 
Elle est la fille d'André et Liliane Bettencourt.
Sa scolarité se déroule à la Marymount International School, une école privée franco-américaine de Neuilly-sur-Seine. Après le baccalauréat, elle arrête ses études à la suite d'une première année en faculté de mathématiques.
Élevée dans la religion catholique, Françoise Bettencourt rencontre à Megève son futur époux, Jean-Pierre Meyers. Il est le petit-fils de l'ancien rabbin de Neuilly-sur-Seine, Robert Meyers, déporté avec son épouse à Auschwitz. 
Elle se marie avec lui le 6 avril 1984 à Fiesole, en Toscane. Ils ont deux fils, Jean-Victor (né en 1986) et Nicolas (né en 1988), élevés dans le judaïsme[réf. nécessaire].
En 1992, sa mère lui offre ses participations dans L'Oréal ainsi qu’un hôtel particulier de Neuilly-sur-Seine, soit la quasi-totalité de son patrimoine.
Tout en assurant son rôle aux côtés de son mari à la direction de L'Oréal, Françoise Bettencourt Meyers se consacre au piano et à l'étude de l'exégèse biblique. 
Elle publie notamment une « somme » en cinq volumes, dont Bernard-Henri Lévy salue l'érudition, et dont les droits sont « intégralement versés à l'association Médecins sans frontières ».
Par ailleurs, Françoise Bettencourt Meyers fait du mécénat dans le domaine de la recherche sur la surdité. Elle crée, avec Jean-Pierre Meyers et la Fondation Bettencourt-Schueller, la Fondation pour l'audition[Quand ?].

### Plainte contre François-Marie Banier (2007-2016)
Le 19 décembre 2007, à la suite des donations effectuées par sa mère, Liliane Bettencourt, au profit de François-Marie Banier, Françoise Bettencourt Meyers accuse ce dernier d'« abus de faiblesse » envers sa mère. L'affaire est placée sous la responsabilité de Philippe Courroye, procureur de la République au tribunal de grande instance de Nanterre, Mme Bettencourt étant domiciliée à Neuilly-sur-Seine. En 2008, une tentative de conciliation échoue.
Le dossier est classé sans suite en septembre 2009. Françoise Bettencourt Meyers saisit alors le juge des tutelles. Le procès prévu pour le 1er juillet 2010 a été renvoyé pour complément d'information. Les intérêts de Françoise Bettencourt Meyers sont représentés par Me Olivier Metzner, et ceux de sa mère par Me Georges Kiejman[réf. nécessaire].
En juin 2010, Françoise Bettencourt Meyers transmet à la police des enregistrements de conversations au domicile de sa mère, mettant en cause plusieurs personnalités du gouvernement français. Ces enregistrements clandestins ont été réalisés en 2009-2010 par le majordome de Mme Bettencourt. L'ancien majordome explique qu'il souhaitait « venger » les employés de maison que Mme Bettencourt a licenciés lorsque ceux-ci ont témoigné de la faiblesse psychologique de leur employeuse,. Une partie de ces enregistrements est diffusée sur le site Mediapart.
À la suite de ces révélations, Liliane Bettencourt porte plainte pour « atteinte à la vie privée », « vol » et « faux témoignages », et déplore dans un entretien accordé au Monde que sa fille ait pu disposer de ces enregistrements,, son avocat Georges Kiejman ajoutant parallèlement que sa cliente considérerait sa fille et l'avocat de celle-ci, Olivier Metzner, comme les « instigateurs » de cet « espionnage », dont son confrère serait, selon ses vues, « le cerveau et le complice ». Cette dernière accusation conduit Olivier Metzner à annoncer son intention de porter plainte en diffamation contre Georges Kiejman.
Le 7 juillet 2010, Françoise Bettencourt Meyers réitère la demande de protection de sa mère alors que la juge Isabelle Prévost-Desprez est autorisée à enquêter sur un éventuel abus de faiblesse de la milliardaire, sur la base d'enregistrements clandestins.
En décembre 2010, elle signe un accord avec François Marie Banier et elle renonce à ses poursuites. Cet accord engage ce dernier à restituer une partie des dons perçus et à ne plus en percevoir.
Françoise Bettencourt Meyers est mise en examen le 7 juillet 2016 pour « subornation de témoin » notamment en raison d'un prêt de 300 000 € consenti en novembre 2012 à Claire Thibout, ancienne comptable de sa mère, ayant joué un rôle crucial dans le développement de l'affaire Bettencourt. Le parquet requiert un non-lieu.

### Depuis 2017: femme la plus riche du monde
En juin 2024, selon Forbes, elle est la première femme de l'histoire à atteindre les 100 milliards de dollars de fortune, alors qu'elle est déjà considérée comme la femme la plus riche du monde depuis 2020.

## Décoration
- Chevalière de la Légion d'honneur (2025)[28].

## Œuvres
- Les Dieux grecs. Généalogies (Préface d'Hélène Ahrweiler)[29], éditions Christian, Paris :
  - Première édition : 1994, xiii + 510 p.,  (ISBN 2-86496-061-3), (BNF 37032502) ;
  - Réédition : 2001, xiv + 511 p. + 42 p. de tableaux,  (ISBN 2-86496-061-3) (erroné selon le catalogue de la BNF), (BNF 37641281).
- Les Trompettes de Jéricho : Regard sur la Bible : Mieux se comprendre entre juifs et catholiques (Préface d'Alain Decaux), éditions de l'Œuvre, Paris, 2008, 6 volumes (selon le catalogue de la BNF) ou 4 volumes (selon l'éditeur)[8], 576 p. (selon l'éditeur)[8]  (ISBN 978-2-35631-019-4), (BNF 41416075). — Ouvrage lauréat, en 2009, d'un prix littéraire Les Lauriers Verts, section « Spiritualité »[30] :
  - Vol. I : Mots et expressions d'origine biblique
  - Vol. II : Arbre généalogique, d'Adam et Ève aux tribus d'Israël
  - Vol. II bis : Index généalogique
  - Vol. III : D'un Testament à l'autre, judaïsme et catholicisme
  - Vol. IV : Animaux, plantes, mesures, monnaie, nombres dans la Bible
  - Vol. non numéroté : Annexes
- L'Oreille dans tous ses états !, écrit avec le professeur Bruno Frachet, coffret comprenant 5 opuscules au profit de AGIR POUR L'AUDITION (recherche et prévention pour la santé auditive)
- L'Audition pour les nuls, écrit avec le professeur Bruno Frachet, éditions First, sortie le 2 mars 2017
- L'Audition pour les nuls (nouvelle édition), écrit avec le professeur Bruno Frachet, éditions First, mars 2020